# Syntormon silvianus
Syntormon silvianus är en tvåvingeart som beskrevs av Parvu 1989. Syntormon silvianus ingår i släktet Syntormon och familjen styltflugor.
Artens utbredningsområde är Rumänien. Inga underarter finns listade i Catalogue of Life.